# Brandon Jay McLaren
Brandon Jay McLaren (Vancouver, Columbia Británica, 3 de julio de 1981) es un actor canadiense, más conocido por haber interpretado a Jack Landers, el Ranger Rojo, en Power Rangers S.P.D., y por sus papeles en Harper's Island y Slasher.

## Biografía

### Primeros años
McLaren nació en Vancouver, Columbia Británica, Canadá, hijo de Ira y Denise McLaren. Se graduó de la escuela secundaria Johnston Heights, en Surrey, Columbia Británica, y recibió una licenciatura en Biología Humana de la Universidad Estatal de Nueva York en Albany.

### Carrera
Interpretó a Jack Landers, el Power Ranger Rojo, en la serie Power Rangers S.P.D..
También participó como extra en la serie Smallville, interpretando a un mensajero. Más tarde apareció nuevamente en la serie, esta vez interpretando el rol de Yance en el episodio "Fallout". 
Apareció en la película She's the Man, protagonizada por Amanda Bynes, donde realizó el papel de un futbolista. 
En 2007 se unió al elenco de la serie The Best Years, donde interpretó a Devon Syler, apareciendo hasta 2009. Ese mismo año apareció en la serie de terror Harper's Island, donde interpretó el rol de Danny Brooks.
En 2010 se unió al elenco de la tercera temporada de la serie canadiense Being Erica, donde interpretó a Lenin Crosby, el novio de Samantha Strange, un joven con espíritu libre que ama la aventura y viajar por el mundo, apareciendo en la serie hasta 2011. 
En 2011 apareció en la serie The Killing, donde dio vida a Bennet Ahmed, un profesor del colegio de Rosie Larsen, una joven que desaparece y es encontrada muerta.
En 2012 apareció en la segunda temporada de la serie de ciencia ficción Falling Skies, en el papel de Jamil Dexter, quien muere después de que animales alienígenas lo ataquen.
En 2013 se unió al elenco principal de la serie Graceland, donde dio vida a Dale Jakes. La serie se centra en un grupo de agentes de la policía que se encuentran de cógnito y deben vivir juntos en una casa en las playas de California.
A finales de febrero de 2016 se anunció que se había unido al elenco principal de la serie dramática The Jury, donde dio vida al jurado Jared.

## Filmografía

### Cine
| Año  | Título                                | Rol                       | Notas        |
| ---- | ------------------------------------- | ------------------------- | ------------ |
| 2002 | D.C. Sniper: 23 Days of Fear          | Testigo ocular            |              |
| 2003 | Have You Heard? Secret Central        | Eddie Edwards             |              |
| 2004 | Scooby-Doo 2: Monsters Unleashed      | Skater #2                 |              |
| 2004 | Perfect Romance                       | Estudiante rudo           |              |
| 2006 | She's the Man                         | Toby                      |              |
| 2007 | Scar                                  | Howard                    |              |
| 2008 | Love Sick/The Secrets of a Sex Addict | Gabriel                   |              |
| 2008 | Yeti: Curse of the Snow Demon         | Rice                      |              |
| 2008 | Hybrid                                | Ash                       |              |
| 2009 | Dr. Dolittle: Million Dollar Mutts    | Brandon Turner            |              |
| 2009 | Sea Beast                             | Drew                      |              |
| 2010 | Ratko: The Dictator's Son             | Juwaan                    |              |
| 2010 | Hard Ride to Hell                     | Dirk                      |              |
| 2010 | Tucker & Dale vs Evil                 | Jason                     |              |
| 2012 | Dead Before Dawn                      | Ricky "Dazzle" Darlington |              |
| 2013 | Plush                                 | Butch Hopkins             |              |
| 2013 | Seasick Sailor                        | Big Guy                   | Cortometraje |

### Televisión
| Año       | Título                         | Rol                          | Notas                                                       |  |
| --------- | ------------------------------ | ---------------------------- | ----------------------------------------------------------- |  |
| 2002      | Just Cause                     | Él mismo                     | Episodio: "Blackboard Jungle"                               |  |
| 2003      | The Chris Isaak Show           | Clerk                        | Episodio: "The Little Mermaid"                              |  |
| 2004      | Smallville                     | Chico del Delivery           | Episodio: "Covenant"                                        |  |
| 2004      | The Collector                  | Posse Member #1              | Episodio: "The Rapper"                                      |  |
| 2004      | The Days                       | Trey Morgan                  | 5 episodios                                                 |  |
| 2005      | Power Rangers S.P.D.           | Jack Landers/Ranger Rojo SPD | 38 episodios                                                |  |
| 2006      | Reunion                        | Anthony Marjorino            | Episodio: "1992"                                            |  |
| 2006      | Smallville                     | Yance                        | Episodio: "Fallout"                                         |  |
| 2006      | Blade: The Series              | Member of the Bad Bloods     | Episodio: "Bloodlines"                                      |  |
| 2007      | The Best Years                 | Devon Sylver                 | Personaje principal (temporada 1)                           |  |
| 2008      | Harper's Island                | Danny Brooks                 | 13 episodios                                                |  |
| 2009      | CSI: Crime Scene Investigation | Anthony Samuels              | Episodio: "The Lost Girl"                                   |  |
| 2010      | Human Target                   | Omar                         |                                                             |  |
| 2010      | Being Erica                    | Lenin                        | 13 episodios                                                |  |
| 2011      | R.L. Stine's The Haunting Hour | Alcalde Mayhem               | Episodio: "Game Over"                                       |  |
| 2011      | Three Inches                   | Macklin Sportello            | Episodio: "Pilot"                                           |  |
| 2011–2012 | The Killing                    | Bennett Ahmed                | 12 episodios                                                |  |
| 2012      | Falling Skies                  | Jamil Dexter                 | 6 episodios                                                 |  |
| 2013–2015 | Graceland                      | Dale Jakes                   | Personaje principal                                         |  |
| 2015      | Girlfriends' Guide to Divorce  | Marco                        | 7 episodios                                                 |  |
| 2015      | Motive                         | Lee Ward                     | Episodio: "The Suicide Tree"                                |  |
| 2016      | Slasher                        | Dylan Bennett                | Personaje principal                                         |  |
| 2016      | Chicago Fire                   | Danny Booker                 | Episodio: "Bad for the Soul", "Two Ts", "I Will Be Walking" |  |
| 2017      | Ransom                         | Oliver Yates                 | Personaje principal                                         |  |
| 2017      | Mentes Criminales              | Capitán Adrian Scott         | Episodio: “Angel Azul”                                      |  |
| 2021      | UnREAL                         | Dr. Simon                    | Personaje recurrente                                        |  |
| 2021      | Turner & Hooch                 | Xavier Watkins               | Elenco principal                                            |  |